# Willi Zeidner
Willi Zeidner (n. 15 aprilie 1927, Brașov, d. 5 octombrie 2019 ) a fost un scriitor de etnie și limbă germană din România.
A studiat la gimnaziul Honterus. S-a calificat ca lăcătuș, sudor și fierar. În ianuarie 1945 a fost deportat într-un gulag din URSS, de unde s-a întors în 1949, după cinci ani de chinuri.
În 1957 și-a început activitatea publicistică ca redactor la bisăptămânalul de limbă germană „Volkszeitung”.
După ce a dat bacalaureatul și a absolvit facultatea de Jurnalistică, Istorie și Filozofie, a lucrat până în 1984 la publicația săptămânală „Karpatenrundschau”.
În  mai 1989, scriitorul Willi Zeidner a emigrat în Republica Federală Germania. S-a stabilit în localitatea Waiblingen.

## Scrieri
- Haus an der Europastrasse: Reportagen / Reportagen , Editura Dacia, 1977, ASIN: B0000EAQQ3
- Zwischen Zeiten und Türmen. Stephan Ludwig Roth. Ein siebenbürgisch-sächsisches Schicksal. (Coautor: Michael Kroner), Editura Ion Creangă, 1979.
- Birkenträume. Russische Geschichten. Erinnerungsberichte aus fünf Jahren hinter Stacheldraht im Sowjet-Gulag, Editura Aldus, Brașov, 2005
- Palukes - Geschichten und andere Kleinigkeiten aus Siebenbürgen, Editura Aldus, Brașov, 2005
- Aquarelle / Acuarele, ediții în germană și română,  format liliputan(3 x 3,5 cm), , Editura Aldus, Brașov, 2008